# Pietra runica di Kensington

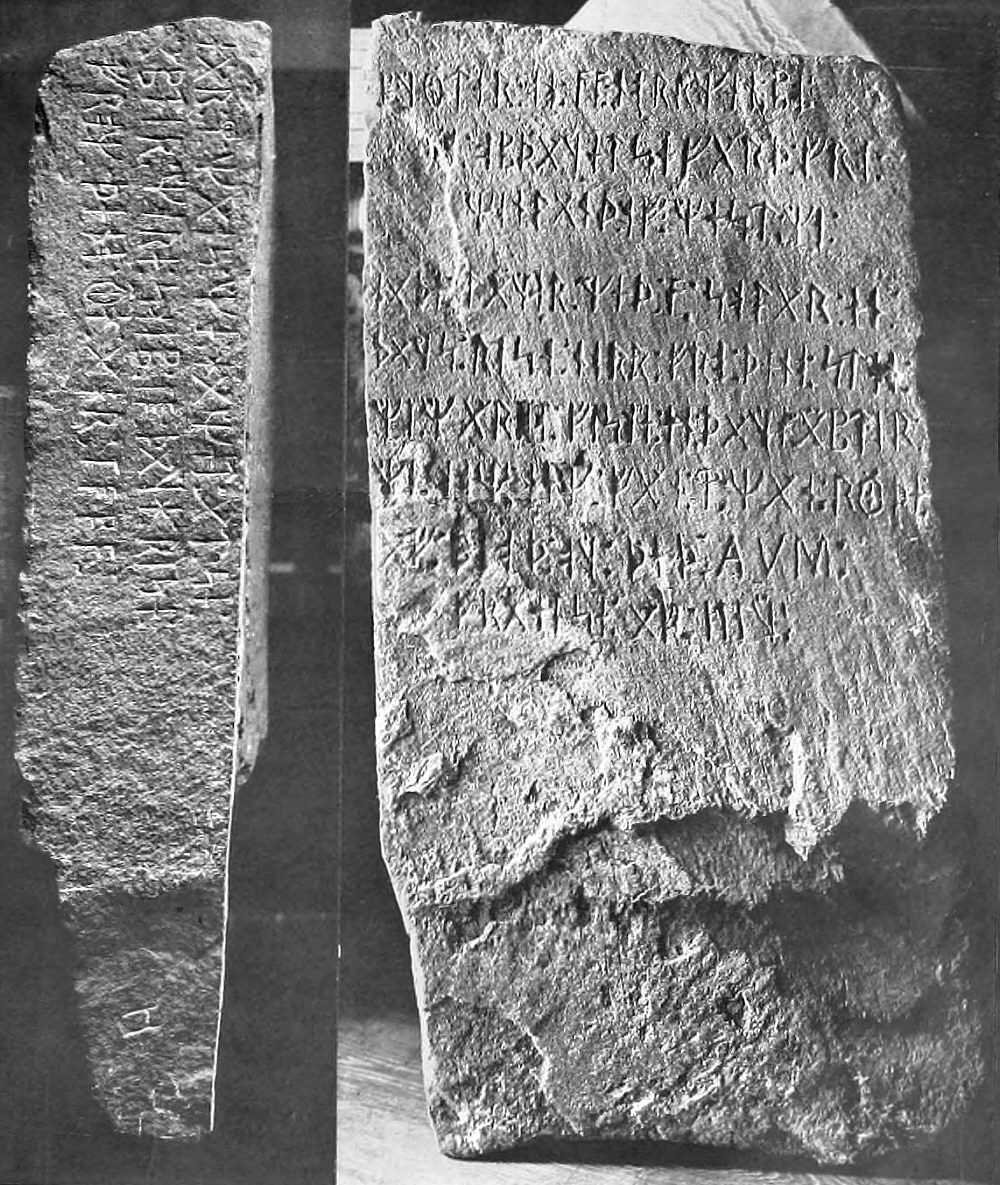
Pietra runica di Kensington

La pietra runica di Kensington è un blocco di pietra pesante 90 chilogrammi di grovacca ricoperto di rune sul fronte e sul lato che, se autentica, farebbe ipotizzare che gli esploratori scandinavi abbiano raggiunto la parte centrale dell'America del Nord nel XIV secolo. Fu rinvenuta nel 1898 nella cittadina di Solem, nella contea di Douglas, in Minnesota, e prende il nome dal vicino insediamento di Kensington. Quasi tutti i runologi e gli esperti di linguistica scandinava considerano questa pietra una bufala. L'autenticità della pietra è stata ripetutamente confermata e smentita, senza però modificare il parere degli abitanti locali. La comunità di Kensington è stretta attorno alla pietra, che ha trasceso il significato culturale originario e "ha assunto vita propria".

## Origine
Il contadino svedese-statunitense Olof Ohman (sembra che abbia abbandonato la grafia svedese Öhman quando emigrò negli Stati Uniti) disse di aver trovato la pietra alla fine del 1898, mentre ripuliva la sua terra dagli alberi prima di coltivarla, avendo da poco ricevuto un lotto di terra di 80 acri che era in precedenza inutilizzato. Si disse che la pietra era nei pressi della cresta di una piccola collina, incastrata tra le radici di un albero la cui età fu stimata tra i 10 e i 40 anni. Il manufatto misura circa 76 x 41 x 15 cm) e pesa circa 90 kg. Il figlio di 10 anni di Ohman, Edward Ohman, vide qualcosa affiorare e in seguito il contadino disse che pensava di aver scoperto un "almanacco indiano".
Sfortunatamente per l'analisi della provenienza, solo membri della famiglia furono testimoni del ritrovamento, anche se le persone che in seguito videro le radici tagliate ammisero che la loro forma era compatibile col fatto di aver stretto una pietra. Inoltre, vi sono molte versioni che descrivono quando la pietra fu trovata (agosto o novembre, subito dopo pranzo o la sera poco prima di smettere di lavorare), chi la scoprì (Olof Ohman ed Edward Ohman; Olof Ohman, Edward Ohman e due operai; Olof Ohman, Edward Ohman, e il vicino Nils Flaten), quando fu portata nella vicina Kensington, e chi fece la prima descrizione che fu mandata a un giornale locale in lingua scandinava. Poco dopo il ritrovamento, la pietra fu mostrata a una banca locale.
Quando Ohman scoprì la pietra, il viaggio di Leif Erikson a Vinland (America settentrionale) era in piena discussione, e c'era un rinnovato interesse per i Vichinghi in tutta la Scandinavia, sostenuto dal movimento nazionalista romantico. Cinque anni prima la Norvegia aveva partecipato alla World's Columbian Exposition inviando a Chicago la Vichinga, una copia della nave di Gokstad. Esistevano anche battibecchi tra Svezia e Norvegia (che alla fine portarono all'indipendenza norvegese dalla Svezia nel 1905). Alcuni norvegesi sostenevano che la pietra fosse una bufala svedese, mentre gli svedesi sostenevano che la pietra dimostrasse una spedizione unitaria tra norvegesi e svedesi nel periodo in cui erano governati dallo stesso re. In Minnesota gli scandinavi erano appena giunti, e ancora lottavano per integrarsi; la pietra affondò le radici in una comunità che era orgogliosa del suo retaggio scandinavo.
Una trascrizione della scritta (forse errata) fu inviata presso l'Università del Minnesota. Olaus J. Breda (1853–1916), professore del dipartimento di lingue e letteratura scandinava, la tradusse e dichiarò la pietra una contraffazione, pubblicando un articolo che apparse sul Symra nel 1910. Breda mandò copie della propria traduzione ai colleghi linguisti in Scandinavia. Il più famoso archeologo norvegese, Oluf Rygh, concordò sul fatto che la pietra fosse una frode, così come molti altri linguisti.
La pietra fu portata alla Università Northwestern di Evanston, Illinois. Gli studiosi la etichettarono come scherzo, e non riuscirono a identificare un contesto storico soddisfacente, per cui fu restituita a Ohman, il quale disse di averla posta a faccia in giù nei pressi della porta del suo granaio utilizzandola come gradino o per raddrizzare i chiodi. Anni dopo il figlio disse che era un "falso" e che l'avevano posta in un capannone adiacente, ma sembra che si riferisse solo al modo in cui la pietra fu trattata dopo aver ricevuto interesse dalla fine del 1898.
Nel 1907 la pietra fu acquistata, si dice per 10 dollari, da Hjalmar Holand, ex laureato dell'Università del Wisconsin a Madison. Holand rinnovò l'interesse pubblico con un articolo riassumendo in modo entusiastico gli studi fatti dal geologo Newton Horace Winchell (Minnesota Historical Society) e dal linguista George Tobias Flom (Philological Society della Università dell'Illinois), i quali avevano entrambi pubblicato le loro opinioni nel 1910.
Secondo Winchell l'albero sotto cui si dice che sarebbe stata rinvenuta la pietra sarebbe stato distrutto prima del 1910, e molti abitanti locali testimoniarono che, al momento dell'abbattimento, il conteggio degli anelli dell'albero portò a una stima di circa 30–40 anni (furono scritte lettere ai membri di una squadra che scavò il sito nel 1899, ed essi, a memoria, ricordarono una stima di 10–12 anni come nel caso del soprintendente della scuola della contea Cleve Van Dyke). Il terreno circostante non era stato abitato prima del 1858, e l'insediamento fu parecchio limitato a causa della Guerra del Dakota del 1862 (nonostante si dice che la miglior terra vicina a Solem, Holmes City, fosse occupata già dal 1867 da un misto di svedesi, norvegesi e "Yankee").
Winchell concluse anche che lo stato di degrado della pietra permetteva di stimare un'età di circa 500 anni. Nel frattempo Flom trovò una forte divergenza tra le rune usate nell'iscrizione di Kensington e quelle in uso durante il XIV secolo. Allo stesso modo, la lingua dell'iscrizione era decisamente moderna rispetto alle lingue nordiche di quel tempo. La pietra di Kensington è esposta presso il Runestone Museum di Alexandria, Minnesota.

### Note di Edward Larsson

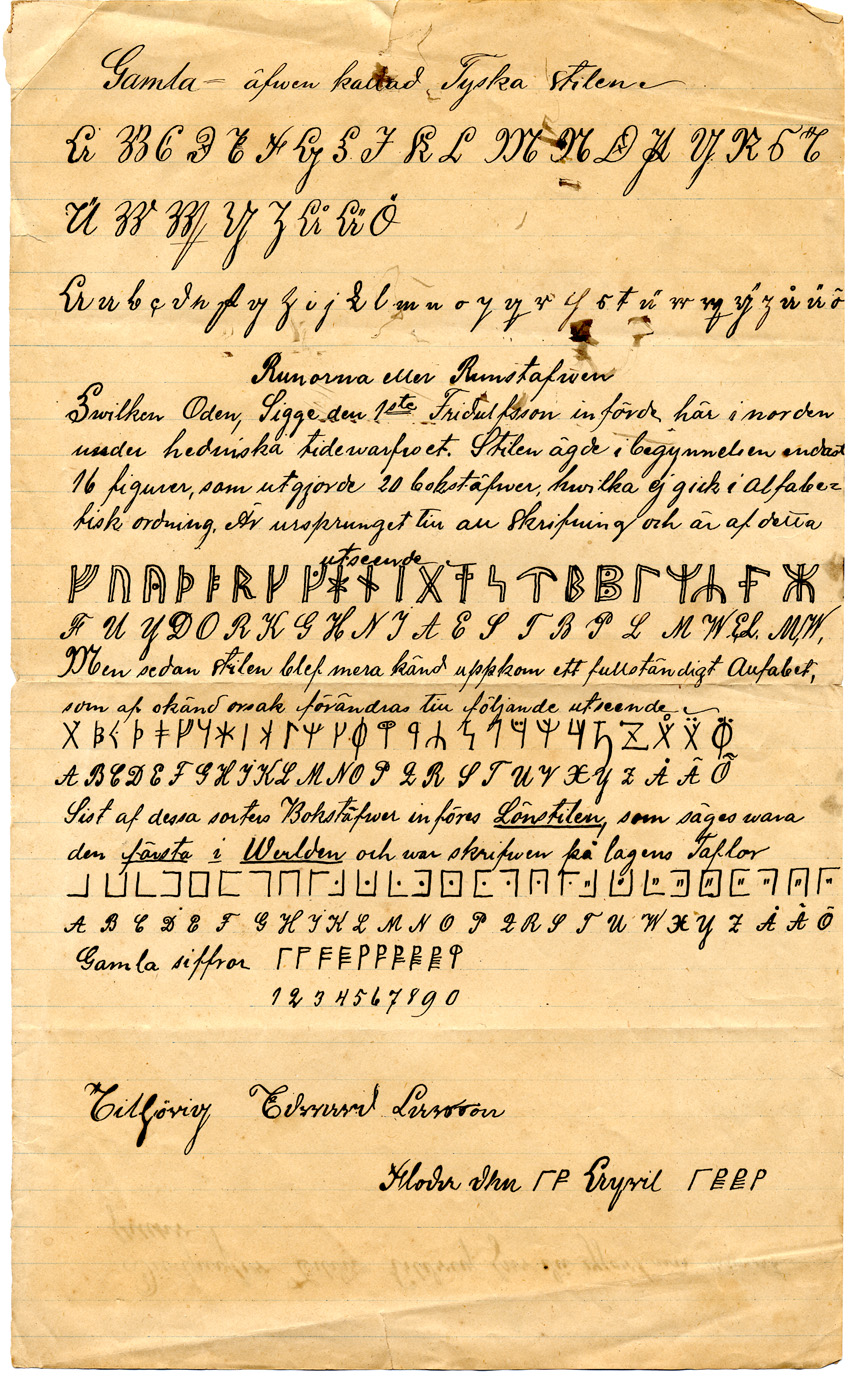
Note di Edward Larsson (1885)

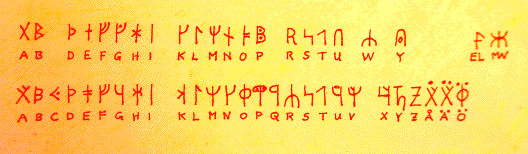
Alfabeti runici di Edward Larsson del 1885

## Possibile contesto storico

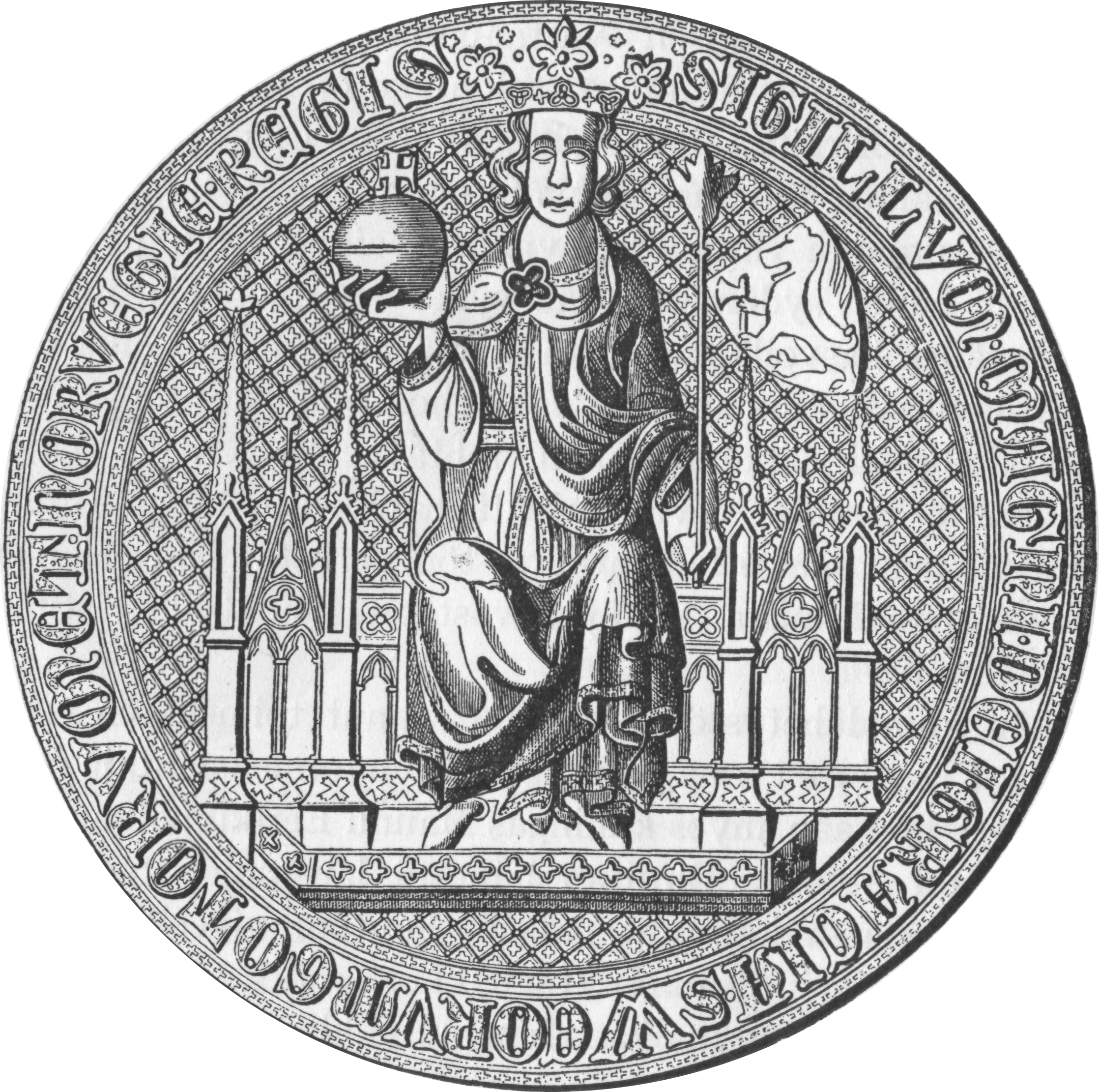
Sigillum ad causas per Magnus II di Svezia

Nel 1577 il cartografo Gerardus Mercator scrisse una lettera contenente solo una dettagliata descrizione del contenuto di un testo geografico relativo alla regione artica dell'Oceano Atlantico, forse redatta oltre due secoli prima da Jacob Cnoyen. Cnoyen aveva saputo che, nel 1364, otto uomini erano tornati in Norvegia dalle isole artiche, uno dei quali, un sacerdote, fornì al re norvegese numerose informazioni geografiche. I libri degli studiosi quali Carl Christian Rafn all'inizio del XIX secolo forniscono suggerimenti per la dimostrabilità di questa tesi. Un sacerdote di nome Ivar Bardarsson, che era stato soprattutto in Groenlandia, appare negli annali norvegesi dal 1364, e copie della descrizione geografica della Groenlandia sopravvivono tuttora. Inoltre, nel 1354, re Magnus Eriksson di Svezia e Norvegia aveva scritto una lettera nominando un legale di nome Paul Knutsson a capo di una spedizione presso la colonia della Groenlandia per verificare se la popolazione stesse abbandonando la cultura cristiana. Un altro dei documenti ristampati dagli studiosi del XIX secolo è un tentativo del vescovo islandese Gisli Oddsson, nel 1637, di redigere una storia delle colonie artiche. Data l'abbandono della cristianità in Groenlandia al 1342, sostenendo che fossero tornati alla cultura americana. Coloro che sostengono un'origine nel XIV secolo per la pietra di Kensington, affermano che Knutson potrebbe avere viaggiato oltre la Groenlandia fino all'America settentrionale, in cerca dei rinnegati groenlandesi, che molti dei suoi uomini siano morti in Minnesota e che solo in otto fecero ritorno in Norvegia.
In ogni caso, non esistono prove del fatto che la spedizione di Knutson sia mai salpata (il governo norvegese dovette affrontare i tumulti del 1355) e le informazioni provenienti da Cnoyen, come citato da Mercator, affermano esattamente che otto uomini che giunsero in Norvegia nel 1364 non erano i sopravvissuti di una precedente spedizione, ma discendenti dei coloni che abitarono le terre distanti, generazioni prima.
Hjalmar Holand sostenne che l'interazione con i norreni sopravvissuti potrebbe spiegare gli indiani "biondi" presenti tra i Mandan o nella parte alta del fiume Missouri, ma, in uno studio multidisciplinare della pietra, l'antropologa Alice Beck Kehoe smentì questa e altre ipotesi che suggeriscano contatti precolombiani con 'esterni', come la storia di Hochunk (Winnebago) circa un ancestrale eroe "Corno Rosso" e il suo incontro con "giganti dai capelli rossi".

### Geografia

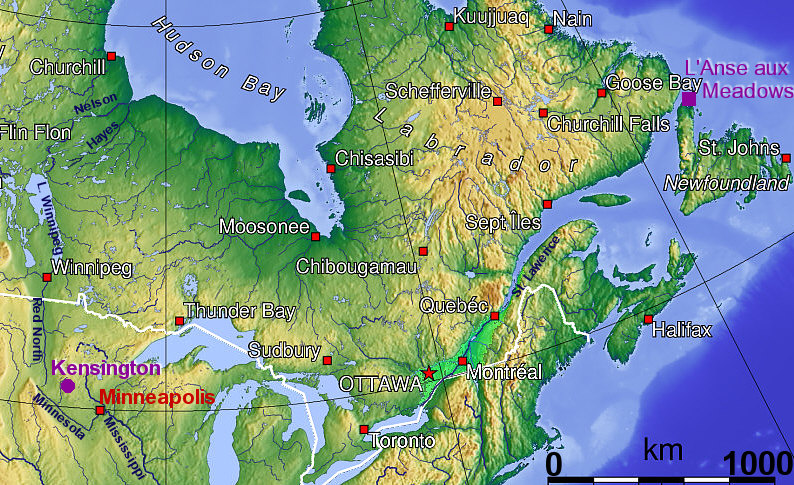
Posizione geografica di Kensington

Una rotta di navigazione naturale nord-sud, con numerosi punti pericolosi con le rapide, si estende dalla Baia di Hudson fino al fiume Nelson (o al fiume Hayes, come preferiscono numerosi moderni commercianti della York Factory) attraverso il lago Winnipeg, e poi su fino al Red River del Nord. Il corso d'acqua settentrionale parte da Traverse Gap, sull'altro lato della sorgente del fiume Minnesota (fiume), e scorre fino a entrare nel Mississippi presso Minneapolis. Uno dei primi sostenitori della pietra, George Flom, scoprì che esploratori e commercianti giungevano dalla baia di Hudson Bay fino al Minnesota tramite questa rotta decenni prima che fosse ufficialmente colonizzato. I sostenitori dell'autenticità della pietra fecero notare che il gruppo del 1362 potrebbe aver usato lo stesso corso d'acqua. Questa ipotesi si basava sul fatto che i viaggiatori scandinavi risalivano i fiumi dal Mar Baltico fino ad Istanbul durante l'epoca vichinga, ma dimenticavano che per le traversate oceaniche venivano usate barche differenti. Le barche che erano sufficientemente piccole per risalire i fiumi, erano inadatte alla navigazione in mare aperto.

### Altri reperti?
Questo corso d'acqua conterrebbe anche altri segni della presenza vichinga. Presso Cormorant Lake nella Contea di Becker, Minnesota, ci sono tre massi con buchi triangolari simili a quelli usati per l'ormeggio lungo le coste norvegesi del XIV secolo. Holand trovò altri buchi triangolari nelle rocce nei pressi del punto in cui fu rinvenuta la pietra; comunque, l'archeologia sperimentale suggerì in seguito che questi buchi siano stati fatti con uno scalpello piuttosto che col trapano, dato che tendevano ad avere una sezione a croce, a prescindere dal loro utilizzo. Poco più a nord, lungo lo stesso Red River, a Climax, Minnesota, fu trovata nel 1871 una pietra focaia, sepolta a poca profondità nel terreno morbido, che somigliava a quelle norrene medievali esposte presso il museo dell'Università di Oslo in Norvegia.
Ci sono anche discussioni aperte su quella che è stata recentemente chiamata pietra runica di Vérendrye, una piccola piastra che si dice essere stata trovata da una delle prime spedizioni lungo l'attuale confine USA/Canada, negli anni 1730. "Si dice", perché non viene menzionata nel resoconto della spedizione, né da altre fonti di prima mano, ma solo in un resoconto di una conversazione sulla spedizione avvenuta dieci anni dopo.
Non è mai stato trovato lontano dalla costa orientale nessun reperto non nativo americano antecedente al 1492, o almeno non durante studi archeologici controllati e professionali. Con le tecniche attuali, la datazioni di buchi nella roccia è incerta quanto la datazione della pietra di Kensington stessa.

## Testo
Questa è una traslitterazione della pietra:
...o : opþagelsefärd : fro :

vinland : of : vest : vi :

hade : läger : ved : 2 : skLär : en :

dags : rise : norr : fro : þeno : sten :

vi : var : ok : fiske : en : dagh : äptir :

vi : kom : hem : fan : 10 : man : röde :

af : blod : og : ded : AVM :

frälse : äf : illü.»
Il lato della pietra è questo:
äptir : vore : skip : 14 : dagh : rise :

from : þeno : öh : ahr : 1362 :»
Traduzione:
Quando il testo originale viene trascritto in caratteri dell'alfabeto latino, il messaggio diventa più semplice da leggere per qualsiasi moderno scandinavo. Questo fatto è una delle principali argomentazioni che negano l'autenticità della pietra. La lingua dell'iscrizione somiglia molto più allo svedese del XIX secolo che a quello del XIV.

## Dibattito
Holand portò in Europa la pietra e, mentre i giornali del Minnesota ospitavano articoli che dibattevano animatamente sulla sua autenticità, la pietra fu tacciata di scherzo dai linguisti svedesi.
Per i successivi 40 anni, Holand lottò per convincere l'opinione pubblica e gli studiosi col suo parere, scrivendo articoli e numerosi libri. Ebbe un breve successo nel 1949, quando la pietra fu esposta allo Smithsonian Institution, e studiosi quali William Thalbitzer e S. N. Hagen pubblicarono articoli che ne supportavano l'autenticità. Quasi contemporaneamente i linguisti scandinavi Sven Jansson, Erik Moltke, Harry Anderson e K. M. Nielsen, con un popolare libro scritto da Erik Wahlgren, rimisero in dubbio la pietra.
Con Wahlgren, lo storico Theodore Christian Blegen disse che Ohman aveva scolpito l'iscrizione come scherzo, forse con l'aiuto di altre persone dell'area di Kensington. Nuovi spunti giunsero nel 1976 con la pubblicazione della trascrizione di un'intervista di Frank Walter Gran condotta dal dr. Paul Carson Jr. il 13 agosto 1967, registrata su cassetta audio. In essa Gran disse che il padre John confessò nel 1927 che Ohman incise l'iscrizione. La storia di John Gran era basata su aneddoti di seconda mano sentiti su Ohman e, nonostante fosse stata presentata come dichiarazione in punto di morte, Gran visse molti altri anni senza più parlare della pietra. Nel 2005 i sostenitori della pietra tentarono di spiegare la versione di Gran dicendo che era stata provocata da gelosia per l'attenzione che ricevette Ohman.
La possibilità di una provenienza scandinava della roccia si rinnovò nel 1982, quando Robert Hall, professore emerito di lingua e letteratura italiana alla Cornell University pubblicò un libro (e un seguito nel 1994) sollevando domande sulla metodologia delle sue critiche. Disse che i problemi filologici della pietra potrebbero essere il risultato di normali varianze dialettali in antico svedese nel corso della presunta scultura della pietra. Inoltre, affermò che le critiche non avevano considerato le prove fisiche, che egli invece apprese studiando la pietra a fondo. Nel frattempo, con l'opera The Vikings and America (1986), l'ex professore di UCLA Erik Wahlgren scrisse che il testo presentava anomalie linguistiche e di scrittura che facevano ipotizzare che fosse un falso.

### Richard Nielsen

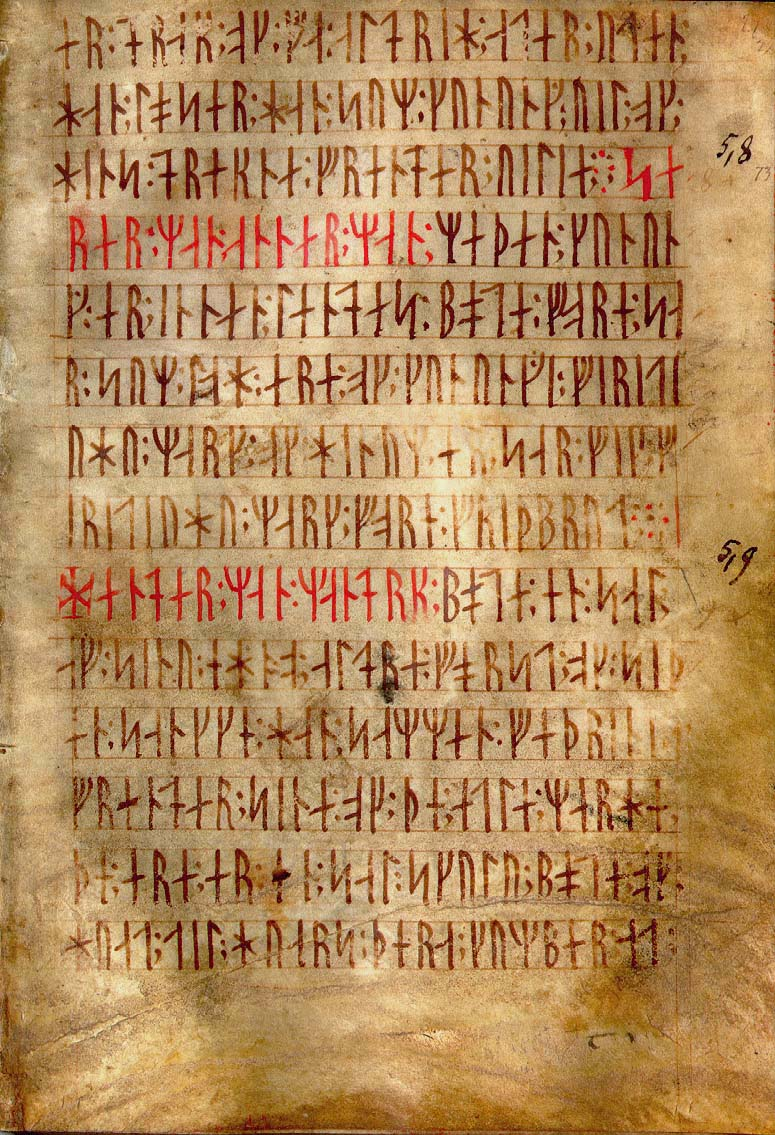
Codex Runicus, una pergamena manoscritta del 1300 circa, contenente uno dei più antichi e meglio conservati testi della Legge Scania, scritto completamente in rune

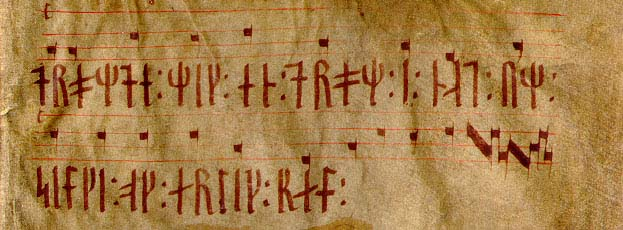
Il manoscritto del Codex Runicus contiene 11 istanze della runa J, due delle quali appaiono nell'ultima pagina, nelle parole della più antica melodia scandinava che si conosca

Nel 1983, ispirato da Hall, Richard Nielsen, ingegnere e linguista amatore e ricercatore di Houston, Texas, studiò la runologia e la linguistica della pietra di Kensington, contestando le numerose accuse di falso. Ad esempio, la runa che era stata interpretata come la lettera J (e secondo i critici inventata dai falsari) potrebbe essere invece interpretata come la runa L trovata in alcuni manoscritti del XIV secolo.
Nel 2001 Nielsen pubblicò un articolo sul sito internet di Scandinavian Studies confutando il fatto che le rune fossero Dalecarliane (una forma più moderna). Affermò che mentre alcune delle rune della pietra di Kensington sono simili alle Dalecarliane, oltre la metà non hanno legami con loro, e vengono meglio spiegate con l'uso che se ne faceva nel XIV secolo.

#### Opthagelsefarth: Nielsen ed altri
Come esempio di come le ricerche linguistiche siano state coinvolte nella discussione di questo testo, non sono state trovate prove del termine opthagelse farth (viaggio di scoperta), o updagelsefard come spesso appare, in antico svedese, danese o norvegese, né nel medio olandese o nel medio basso tedesco durante i secoli XIV e XV.
Nelle lingue contemporanee e moderne scandinave si chiama opdagelsesrejse in danese, oppdagingsferd o oppdagelsesferd in norvegese e upptäcktsfärd in svedese. È considerato un fatto che il termine moderno sia un calco linguistico dal basso tedesco *updagen, dall'olandese opdagen e dal tedesco aufdecken, che sono a loro volta derivate dal francese découvrir.
In una conversazione con Holand del 1911, Knut Fredrik Söderwall, lessicografo del Några Svenska Medeltidsord (Dizionario di antico svedese), osservò che il suo lavoro era limitato quasi esclusivamente ai documenti legali sopravvissuti scritti in linguaggio formale e pomposo, e che la radice opdage deve essere stata una derivazione dal tedesco (ovvero dal basso tedesco, dall'olandese o dall'alto tedesco). Inoltre la desinenza -else caratterizza una classe di parole che gli scandinavi ereditarono dai vicini meridionali.
Prima che gli scandinavi potessero aver acquisito questi termini dalle lingue germaniche, i Germani avevano già fatto la stessa cosa dai francesi, il che non era avvenuto prima del XVI secolo. I linguisti che, per questo o per fatti simili, rifiutano l'origine medievale della pietra, considerano questa parola un neologismo e fanno notare che, in un giornale norvegese circolato in Minnesota, lo storico norvegese di fine XIX secolo Gustav Storm spesso usava questo termine nei suoi articoli sull'esplorazione vichinga.
Nielsen ipotizzò che la Þ (traslitterata sopra come th o d) possa anche essere un suono t, che significherebbe che la parola rappresentava l'espressione del XIV secolo uptagelsefart (spedizione di acquisizione). Nel resto del testo la runa Thorn corrisponde sempre al moderno scandinavo "d", e solo occasionalmente al "th", mentre la runa-T viene usata per tutti gli altri suoni "t".

### Altri problemi linguistici
Un'altra caratteristica evidenziata dagli scettici è la mancanza nel testo di casi. La lingua norrena ha i quattro casi del tedesco attuale. Sono scomparsi dalla parlata comune nel XVI secolo, ma erano ancora molto usati nel XIV. Inoltre il testo non usa verbi al plurale che erano comuni nel XIV secolo, e che solo recentemente sono scomparsi: ad esempio, (forma plurale tra parentesi) "wi war" (wörum), "hathe" (höfuðum), "[wi] fiske" (fiskaðum), "kom" (komum), "fann" (funnum) e "wi hathe" (hafdum). Chi sostiene l'autenticità della pietra porta sporadici esempi di forme semplificate in uso nei testi del XIV secolo, e cita i grandi cambiamenti del sistema morfologico delle lingue scandinave che ebbero luogo alla fine di quel secolo.
L'iscrizione contiene anche una numerazione in "pentadico". Questo sistema è d'uso in Scandinavia, ma quasi esclusivamente da tempi recenti, non si è mai trovato su monumenti runici, nei quali i numeri sono solitamente scritti in lettere. Ad esempio, per scrivere EINN (uno) si usano le rune E-I-N (le norme di scrittura evitavano la stessa runa due volte di seguito per lo stesso suono) ma sulla pietra si trova EN (uno). Scrivere per esteso tutti i numeri (come milletrecentosessantadue) potrebbe non essere stato semplice per motivi di spazio, così l'autore della pietra (falsario o mastro runico del XIV secolo) semplificò le cose usano rune pentadiche come nella notazione posizionale Indo-Arabica. Questo sistema è stato descritto in un libro islandese di inizio XIV secolo chiamato Hauksbók, noto per essere stato portato in Norvegia dal suo autore Haukr Erlendsson. Le poche pagine dell'Hauksbók, chiamate Algorismus, che descrivono il metodo posizionale e come usarlo nei calcoli non erano molto note a quel tempo, e il sistema Indo-Arabo divenne famoso in Scandinavia solo nei secoli seguenti.

### AVM: Abbreviazione medievale?
Nel 2004 Keith e Kevin Massey pubblicarono una teoria secondo la quale le lettere latine sulla pietra di Kensington, AVM, potevano indicare la data della pietra. Il critico della pietra Erik Wahlgren aveva notato che l'incisore aveva scolpito una tacca sull'angolo in alto a destra della lettera V. I gemelli Massey notarono che quel segno è compatibile con un'abbreviazione tecnica usata nel XIV secolo. In quel periodo, per scrivere "Ave", la vocale finale era scritta come testo rialzato. Dopo un po' di tempo la lettera rialzata fu rimpiazzata da un semplice punto. L'esistenza di una tacca che Wahlgren nota, quindi, mostra che colui che incise la pietra conosceva le abbreviazioni tecniche medievali. I gemelli Massey dissero che queste convenzioni non erano accessibili all'eventuale falsario del XIX secolo del Minnesota, dato che i libri che ne parlano furono stampati nei circoli accademici italiani solo pochi anni prima che Ohman facesse la scoperta.
Questo è discutibile se la V fosse la prima lettera della parola "Virgo" (vergine) piuttosto che la seconda della parola "Ave".

### Statistiche delle rune
L'iscrizione di Kensington è composta da 29 diversi caratteri runici. Di questi, 18 appartengono al normale futhark, ovvero "a, b, d(/th), e, f, g, h, i, k, l, m, n, o, p, r, s, t, v". Vi sono poi tre rune speciali umlaute, segnate da due punti in alto. Queste rappresentano le lettere u, ä e ö. Vi è anche una runa Arlaug che solitamente rappresenta il numero 17. Questo non accade sulla pietra di Kensington, dove viene interpretata come runa legata di "e" ed "l". Infine, ci sono sette altre rune che rappresentano i numeri 1, 2, 3, 4, 6, 8 e 10. Questi risultati sono stati ottenuti contando quante volte ogni runa ricorre sulla pietra. Il risultato di questa analisi coincide bene con gli alfabeti runici elencati da Edward Larsson nel 1885.